# Italian Open 2007 (теніс)
Italian Open 2007 (також відомий як Rome Masters 2007 і за спонсорською назвою Internazionali BNL d'Italia 2007) - тенісний турнір, що проходив на відкритих кортах з ґрунтовим покриттям. Це був 64-й за ліком Відкритий чемпіонат Італії. Чоловічий турнір належав до серії Мастерс і тривав з 5 до 13 травня. Жіночий турнір належав до турнірів 1-ї категорії й тривав з 13 до 20 травня 2007 року.

## Фінальна частина

### Одиночний розряд, чоловіки
Рафаель Надаль —  Фернандо Гонсалес 6–2, 6–2

### Одиночний розряд, жінки
Єлена Янкович —  Світлана Кузнецова 7–5, 6–1

### Парний розряд, чоловіки
Фабріс Санторо /  Ненад Зімоньїч —  Боб Браян /  Майк Браян 6–4, 6–7 (4–7), [10–7]

### Парний розряд, жінки
Наталі Деші /  Мара Сантанджело —  Татьяна Гарбін /  Роберта Вінчі 6–4, 6–1